# Kościół Chrystusa Króla w Cieszkowie
Kościół Chrystusa Króla – rzymskokatolicki kościół filialny należący do parafii Wniebowzięcia Najświętszej Maryi Panny w Cieszkowie.
Jest to budowla wzniesiona jako kościół ewangelicki w połowie XVIII wieku. Po pożarze w 1829 roku została odbudowana w stylu neogotyckim. We wnętrzu nakrytym płaskim sufitem zachowały się drewniane empory. Na wieży znajdują się trzy dzwony i zegar. W latach 1960–63 świątynia została odrestaurowana, natomiast w 1973 roku wnętrze zostało odnowione.
Świątynia jest ujęta w gminnej ewidencji zabytków gminy Cieszków razem z dawnym domem parafialnym i dawną szkoła parafialną.